# Vossquilla kempi
Vossquilla kempi — вид раков-богомолов из семейства Squillidae. Единственный вид в роде Vossquilla. Донное тропическое ракообразное. Обитает в Индо-Западной части Тихого океана. Безвреден для человека, не является объектом промысла. Охранный статус вида не оценивался.